# Burkhard Jungkamp
Burkhard Jungkamp (* 12. November 1955 in Münster) ist ein deutscher politischer Beamter. Er war von 2005 bis zum November 2014 Staatssekretär im Ministerium für Bildung, Jugend und Sport (MBJS) des Landes Brandenburg.

## Leben
Nach seinem Lehramtsstudium für Gymnasium der Fächer Deutsch, Mathematik und politische Wissenschaften an der Universität zu Köln und Münster sowie dem Referendariat am Studienseminar Essen II unterzog sich Jungkamp der Zweiten Staatsprüfung für das Lehramt am Gymnasium in den Fächern Deutsch und Mathematik im Jahr 1981.
In den Jahren 1985 bis 1998 folgten Anstellungen an Gymnasien in Bonn, Menden, Erkrath und Dortmund. Es folgt in den Jahren 1998 bis 2001 eine Anstellung als Pädagogischer Mitarbeiter im Ministerium für Schule, Wissenschaft und Forschung des Landes Nordrhein-Westfalen.
Für ein Jahr von 2001 bis 2002 leitete er das Wilhelm-Hittorf-Gymnasiums in Münster, bis er Referatsleiter im Ministerium für Schule, Wissenschaft und Forschung NRW (Angelegenheiten der Sekundarstufe I für alle Schulformen, Lehrerversorgung der Gymnasien des Landes, Konzeptentwicklung für eine bessere individuelle Förderung, incl. Begabtenförderung etc.) wurde. Danach war er Leiter des Ministerbüros und persönlicher Referent der Ministerin für Schule, Jugend und Kinder in Nordrhein-Westfalen, Ute Schäfer (SPD).
Nach der Landtagswahl 2005 wurde Jungkamp erneut Referatsleiter im Ministerium für Schule und Weiterbildung (Zentrale Abschlussprüfungen für die Sekundarstufe I und II, Konzept für die Schulinspektionen in NRW, Konzept zur Unterstützung leistungsschwächerer Schülerinnen und Schüler, Begabten- und Hochbegabtenförderung etc.)
Von November 2005 bis November 2014 war er Staatssekretär im Ministerium für Bildung, Jugend und Sport des Landes Brandenburg unter Martina Münch (SPD). Seit Januar 2015 ist er Vorsitzender der ICBF Stiftung, seit 2016 Koordinator des Netzwerk Bildung der Friedrich-Ebert-Stiftung und seit 2017 Mitherausgeber der Zeitschrift „Schulverwaltung NRW“.
Jungkamp ist verheiratet und hat zwei Kinder.